# Чемпионат России по дзюдо 2005
Чемпионат России по дзюдо 2005 года — 13-й чемпионат России по дзюдо проходил в Твери с 10 по 13 ноября.

## Медалисты

### Мужчины
| Категория                   | Золото                              | Серебро                               | Бронза                                                                      |
| --------------------------- | ----------------------------------- | ------------------------------------- | --------------------------------------------------------------------------- |
| Наилегчайший вес (до 60 кг) | Анзор Гаунов Кабардино-Балкария     | Евгений Станев Ленинградская область  | Даниль Биктимиров Челябинская область Назир Кишмахов Ставропольский край    |
| Полулёгкий вес (до 66 кг)   | Мурат Базиев Кабардино-Балкария     | Алексей Величко Московская область    | Денис Павлов Москва Сергей Бадриашвили РСО-Алания                           |
| Лёгкий вес (до 73 кг)       | Саламу Межидов Чеченская Республика | Сиражудин Магомедов Дагестан          | Роман Мишура Москва Олег Яшин Красноярский край                             |
| Полусредний вес (до 81 кг)  | Григорий Сулемин Иркутская область  | Руслан Гаджиев Челябинская область    | Ибрагимгаджи Ибрагимгаджиев Дагестан Андрей Цивилёв Челябинская область     |
| Средний вес (до 90 кг)      | Иван Першин Челябинская область     | Абакар Айгумов Дагестан               | Андрей Комиссаров Челябинская область Алексей Михалёв Волгоградская область |
| Полутяжёлый вес (до 100 кг) | Дмитрий Белин Алтайский край        | Асхаб Костоев Ингушетия               | Дмитрий Максимов Москва Сергей Самойлович Калининградская область           |
| Тяжёлый вес (свыше 100 кг)  | Тамерлан Тменов РСО-Алания          | Гаджимурад Муслимов Москва            | Олег Хорпяков Москва Тимур Бучукури Адыгея                                  |
| Абсолютная категория        | Максим Брянов Челябинская область   | Владимир Галкин Волгоградская область | Павел Дерябин Красноярский край Андрей Волков Рязанская область             |

### Женщины
| Категория                   | Золото                              | Серебро                              | Бронза                                                                   |
| --------------------------- | ----------------------------------- | ------------------------------------ | ------------------------------------------------------------------------ |
| Наилегчайший вес (до 48 кг) | Анна Храмцова Брянская область      | Зинаида Борисова Брянская область    | Ирина Уйманова Оренбургская область Наталья Самойлова Пензенская область |
| Полулёгкий вес (до 52 кг)   | Анна Давыдченко Москва              | Александра Дурнова Самарская область | Людмила Богданова Санкт-Петербург Наталья Арановская Краснодарский край  |
| Лёгкий вес (до 57 кг)       | Арина Александрова Тверская область | Анна Павлова Челябинская область     | Екатерина Мельникова Саратовская область Елена Батова Санкт-Петербург    |
| Полусредний вес (до 63 кг)  | Вера Коваль Брянская область        | Ирина Громова Алтайский край         | Юлия Котова Брянская область Наталья Ащеулова Татарстан                  |
| Средний вес (до 70 кг)      | Наталья Казанцева ХМАО              | Инга Пырх ХМАО                       | Полина Чеканина ХМАО Наталья Пичужкина Москва                            |
| Полутяжёлый вес (до 78 кг)  | Светлана Фёдорова Тюменская область | Анна Субботина Санкт-Петербург       | Наталья Бурова Москва Наталья Павлова Тверская область                   |
| Тяжёлый вес (свыше 78 кг)   | Елена Шлейзе Омская область         | Наталья Соколова Красноярский край   | Екатерина Шереметова Красноярский край Марина Диброва Чувашия            |
| Абсолютная категория        | Флора Мхитарян ХМАО                 | Оксана Герзанич Астраханская область | Анастасия Цуварева Москва Анаид Мхитарян ХМАО                            |